# Alex Molčan
Alex Molčan (ur. 1 grudnia 1997 w Preszowie) – słowacki tenisista, finalista Australian Open 2015 w grze podwójnej chłopców.

## Kariera tenisowa
W styczniu 2015 roku osiągnął finał gry podwójnej na wielkoszlemowym juniorskim Australian Open w parze z Hubertem Hurkaczem. W meczu finałowym przegrali 6:0, 2:6, 8–10 z deblem Jake Delaney–Marc Polmans.
W grze pojedynczej jest finalistą trzech turniejów cyklu ATP Tour.
W rankingu gry pojedynczej najwyżej był na 38. miejscu (23 maja 2022), a w klasyfikacji gry podwójnej na 268. pozycji (14 czerwca 2021).

### Finały w turniejach ATP Tour
| Legenda                                      |
| -------------------------------------------- |
| Wielki Szlem                                 |
| Igrzyska olimpijskie                         |
| Tennis Masters Cup / ATP Finals              |
| ATP Masters Series / ATP Tour Masters 1000   |
| ATP International Series Gold / ATP Tour 500 |
| ATP International Series / ATP Tour 250      |

#### Gra pojedyncza (0–3)
| Końcowy wynik | Nr | Data             | Turniej   | Nawierzchnia | Przeciwnik     | Wynik finału     |
| ------------- | -- | ---------------- | --------- | ------------ | -------------- | ---------------- |
| Finalista     | 1. | 29 maja 2021     | Belgrad   | Ceglana      | Novak Đoković  | 4:6, 3:6         |
| Finalista     | 2. | 10 kwietnia 2022 | Marrakesz | Ceglana      | David Goffin   | 6:3, 3:6, 3:6    |
| Finalista     | 3. | 21 maja 2022     | Lyon      | Ceglana      | Cameron Norrie | 3:6, 7:6(3), 1:6 |

### Finały juniorskich turniejów wielkoszlemowych

#### Gra podwójna (0–1)
| Końcowy wynik | Nr | Data             | Turniej                    | Nawierzchnia | Partner        | Przeciwnicy               | Wynik finału   |
| ------------- | -- | ---------------- | -------------------------- | ------------ | -------------- | ------------------------- | -------------- |
| Finalista     | 1. | 30 stycznia 2015 | Australian Open, Melbourne | Ceglana      | Hubert Hurkacz | Jake Delaney Marc Polmans | 6:0, 2:6, 8–10 |